# Lee In-bok
Lee In-bok (kor. 이인복) (* 30. März 1984) ist ein südkoreanischer Biathlet.
Lee In-bok startet für KAFAC und wird von Shin Yong-sun  trainiert. Der Sportsoldat betreibt seit 1998 Biathlon und lebt in der Provinz Jeollabuk-do. Seinen ersten bedeutenden internationalen Einsatz hatte der Südkoreaner im Rahmen der Sommerbiathlon-Juniorenweltmeisterschaften 2004 in Osrblie. Dort erreichte er gute Resultate. Im Sprint wurde er Elfter, Neunter der Verfolgung und Zehnter im Massenstartrennen. Zur Saison 2004/05 gab er auch sein Debüt im Junioren-Europacup. Höhepunkt wurden die Junioren-Weltmeisterschaften in Kontiolahti, wo ein 61. Rang im Sprint bestes Resultat war. Zum Beginn der Saison 2005/06 startete Lee erstmals im Biathlon-Europacup, zum Ende der Saison nahm er in Pokljuka an seinem ersten Rennen im Biathlon-Weltcup teil und wurde dort 96. eines Sprints. Lee war für die Olympischen Winterspiele 2006 von Turin vorgesehen, wo schließlich aber Park Yun-bae der Vorzug gegeben wurde. Von der folgenden Saison wurden die Weltcup-Einsätze zur Regel, zumeist erzielte der Südkoreaner Ergebnisse im Bereich der 80er und 90er Ränge. Höhepunkt der Saison wurden die Biathlon-Weltmeisterschaften 2007 von Antholz, wo Lee im Einzel eingesetzt wurde und den 86. Platz erreichte. Ein Jahr später wurde er in Östersund schon in drei WM-Rennen eingesetzt. Im Einzel belegte er den 72. Rang, im Sprint wurde Lee 80. und an der Seite von Jo In-hee, Mun Ji-hee und Park Byung-joo 19. des Mixed-Staffelrennens. Die Saison 2008/09 war komplett auf die Weltmeisterschaften im eigenen Land ausgerichtet. Auf dem Weg zu den Welttitelkämpfen in Pyeongchang konnte Lee in Hochfilzen als 54. eines Einzels sein bislang bestes Resultat in einem Weltcup-Rennen erreichen. Lee In-bok nahm an den Olympischen Winterspielen 2010 teil. Sein bestes Resultat war der 65. Platz im Sprint.

## Biathlon-Weltcup-Platzierungen
Die Tabelle zeigt alle Platzierungen (je nach Austragungsjahr einschließlich Olympische Spiele und Weltmeisterschaften).
- 1.–3. Platz: Anzahl der Podiumsplatzierungen
- Top 10: Anzahl der Platzierungen unter den ersten zehn (einschließlich Podium)
- Punkteränge: Anzahl der Platzierungen innerhalb der Punkteränge (einschließlich Podium und Top 10)
- Starts: Anzahl gelaufener Rennen in der jeweiligen Disziplin
- Staffel: inklusive Mixed- und Single-Mixed-Staffeln

| Platzierung         | Einzel | Sprint | Verfolgung | Massenstart | Staffel | Gesamt |
| ------------------- | ------ | ------ | ---------- | ----------- | ------- | ------ |
| 1. Platz            |        |        |            |             |         |        |
| 2. Platz            |        |        |            |             |         |        |
| 3. Platz            |        |        |            |             |         |        |
| Top 10              |        |        |            |             |         |        |
| Punkteränge         |        |        |            |             | 28      | 28     |
| Starts              | 18     | 45     | 2          |             | 30      | 95     |
| Stand: Karriereende |        |        |            |             |         |        |